# Roupa Nova 40 Anos
Roupa Nova 40 Anos é o sexto álbum ao vivo e o sétimo DVD da banda carioca Roupa Nova, gravado no dia 18 de junho de 2022 no Jeunesse Arena, Rio de Janeiro, e lançado no dia 26 de maio de 2023.
O álbum faz parte das comemorações de 40 anos de carreira do conjunto, completados em 2020, fazendo releituras de grandes sucessos, como "Whisky a Go Go", "Volta pra Mim", "Coração Pirata", "A Força do Amor", "A Viagem", "Seguindo no Trem Azul", "Começo, Meio e Fim", entre outros.
É o segundo trabalho da banda após o falecimento do vocalista Paulinho, homenageado na faixa "Os Corações Não São Iguais", e a efetivação de Fábio Nestares como integrante fixo - o primeiro havia sido o EP Noite Feliz, lançado em 2021. O álbum contém as participações do cantor Daniel, do duo Anavitória, da banda Melim, da dupla sertaneja Marcos & Belutti e do ator Tiago Abravanel.

## Antecedentes
No final de janeiro de 2020, a banda anunciou para junho a gravação de um DVD para comemorar seus 40 anos de carreira, a serem completados naquele ano, em um show no Rio de Janeiro. Porém, com a parada do setor musical devido às restrições impostas pela pandemia do COVID-19, a banda adiou a gravação inicialmente para fevereiro de 2021. Com o prosseguimento das medidas restritivas contra a COVID-19, o show foi remarcado para fevereiro de 2022, sendo novamente adiado devido ao avanço da variante Ómicron, agora para 18 de junho do mesmo ano. No período, a banda lançou nas plataformas de streaming, singles e dois EPs: RoupAcústico Novelas e Noite Feliz.

## Lançamento
O projeto começou a ser lançado em janeiro de 2023, com a divulgação de quatro singles: "Corações Psicodélicos", "Sapato Velho", "Clarear" e "Meu Universo é Você". Em maio do mesmo ano, a íntegra do álbum foi lançada nas plataformas digitais em dois volumes, com o DVD sendo disponibilizado no Globoplay e posteriormente no canal da banda no YouTube.

## Lista de faixas
| Vol. 1         |                                                              |                                          |                                                 |         |  |
| N.º            | Título                                                       | Compositor(es)                           | Vocal principal                                 | Duração |  |
| 1.             | "Canção de Verão"                                            | Luiz Guedes, Thomas Roth                 | Nando, Feghali, Kiko, Serginho e Fábio Nestares | 2:47    |  |
| 2.             | "Anjo"                                                       | Dalto, Renato Corrêa, Cláudio Rabello    | Serginho                                        | 3:11    |  |
| 3.             | "Clarear" (part. Tiago Abravanel)                            | Tavynho Bonfá, Mariozinho Rocha          | Fábio Nestares                                  | 3:22    |  |
| 4.             | "Sapato Velho"                                               | Mu, Cláudio Nucci e Paulinho Tapajós     | Todos                                           | 3:54    |  |
| 5.             | "A Viagem"                                                   | Cleberson Horsth, Aldir Blanc            | Serginho                                        | 3:33    |  |
| 6.             | "Bem Simples"                                                | Feghali                                  | Nando                                           | 2:50    |  |
| 7.             | "Pot-Pourri: Roupa Nova / Nos Bailes da Vida / Maria, Maria" | Milton Nascimento, Fernando Brant        | Fábio Nestares e Feghali                        | 5:17    |  |
| 8.             | "Meu Universo é Você" (part. Melim)                          | Feghali, Nando                           | Fábio Nestares                                  | 4:04    |  |
| 9.             | "Chama"                                                      | Feghali, Nando                           | Fábio Nestares                                  | 3:36    |  |
| 10.            | "Começo, Meio e Fim"                                         | Tavito, Ney Azambuja, Paulo Sérgio Valle | Serginho                                        | 4:54    |  |
| 11.            | "Felicidade"                                                 | Kiko, Orlando Morais                     | Fábio Nestares                                  | 2:37    |  |
| 12.            | "Não Dá"                                                     | Carlão, Michel                           | Feghali                                         | 3:37    |  |
| 13.            | "Os Corações Não São Iguais"                                 | Augusto César, Paulo Sérgio Valle        | Fábio Nestares e Paulinho (homenagem póstuma)   | 4:06    |  |
| 14.            | "Alma Brasileira"                                            | Nando, Alex Lamounier                    | Nando                                           | 4:03    |  |
| Duração total: | Duração total:                                               | Duração total:                           | Duração total:                                  | 51:58   |  |

| Vol. 2         |                                                                                   | |                                    |         |  |
| N.º            | Título                                                                            | Compositor(es) | Vocal principal                    | Duração |  |
| 1.             | "Volta Pra Mim" (part. Marcos & Belutti)                                          | Feghali, Cleberson Horsth | Fábio Nestares                     | 4:02    |  |
| 2.             | "Sonho"                                                                           | Serginho Herval, Nando | Serginho                           | 3:36    |  |
| 3.             | "Corações Psicodélicos" (part. Anavitória)                                        | Lobão, Bernardo Vilhena, Julio Barroso | Fábio Nestares                     | 3:27    |  |
| 4.             | "Amar É"                                                                          | Cleberson Horsth, Feghali | Serginho                           | 4:54    |  |
| 5.             | "Chuva de Prata"                                                                  | Ed Wilson, Ronaldo Bastos | Serginho                           | 3:02    |  |
| 6.             | "Pot-Pourri: De Volta Pro Futuro / Vício / Lumiar / Sensual / Tímida / Voo Livre" | Kiko, Tavinho Paes; Feghali, Nando; Beto Guedes, Ronaldo Bastos; Feghali, Cleberson Horsth, Cláudio Rabello; Carlos Colla, Cleberson Horsth, Serginho; Luiz Guedes, Thomas Roth | Fábio Nestares, Serginho e Feghali | 6:51    |  |
| 7.             | "À Flor da Pele"                                                                  | Dalmo Medeiros, Maurício Gaetani | Fábio Nestares                     | 4:10    |  |
| 8.             | "A Lenda" (part. Daniel)                                                          | Kiko, Feghali, Nando | Serginho                           | 4:08    |  |
| 9.             | "A Força do Amor"                                                                 | Cleberson Horsth, Ronaldo Bastos | Feghali e Nando                    | 2:44    |  |
| 10.            | "Seguindo no Trem Azul"                                                           | Cleberson Horsth, Ronaldo Bastos | Serginho                           | 4:18    |  |
| 11.            | "Linda Demais"                                                                    | Kiko, Tavinho Paes | Fábio Nestares                     | 3:39    |  |
| 12.            | "A Paz (Heal The World)"                                                          | Michael Jackson (Versão: Nando) | Todos                              | 4:56    |  |
| 13.            | "Dona"                                                                            | Sá e Guarabyra | Serginho                           | 3:53    |  |
| 14.            | "Coração Pirata"                                                                  | Nando, Aldir Blanc | Nando                              | 4:32    |  |
| Duração total: | Duração total:                                                                    | Duração total: | Duração total:                     | 58:19   |  |

| DVD            |                                                                                   | |                                                 |         |  |
| N.º            | Título                                                                            | Compositor(es) | Vocal principal                                 | Duração |  |
| 1.             | "Canção de Verão"                                                                 | Luiz Guedes, Thomas Roth | Nando, Feghali, Kiko, Serginho e Fábio Nestares | 2:47    |  |
| 2.             | "Anjo"                                                                            | Dalto, Renato Corrêa, Cláudio Rabello | Serginho                                        | 3:11    |  |
| 3.             | "Clarear" (part. Tiago Abravanel)                                                 | Tavynho Bonfá, Mariozinho Rocha | Fábio Nestares                                  | 3:22    |  |
| 4.             | "Sapato Velho"                                                                    | Mu, Cláudio Nucci e Paulinho Tapajós | Todos                                           | 3:54    |  |
| 5.             | "A Viagem"                                                                        | Cleberson Horsth, Aldir Blanc | Serginho                                        | 3:33    |  |
| 6.             | "Bem Simples"                                                                     | Feghali | Nando                                           | 2:50    |  |
| 7.             | "Pot-Pourri: Roupa Nova / Nos Bailes da Vida / Maria, Maria"                      | Milton Nascimento, Fernando Brant | Fábio Nestares e Feghali                        | 5:17    |  |
| 8.             | "Meu Universo é Você" (part. Melim)                                               | Feghali, Nando | Fábio Nestares                                  | 4:04    |  |
| 9.             | "Chama"                                                                           | Feghali, Nando | Fábio Nestares                                  | 3:36    |  |
| 10.            | "Começo, Meio e Fim"                                                              | Tavito, Ney Azambuja, Paulo Sérgio Valle | Serginho                                        | 4:54    |  |
| 11.            | "Felicidade"                                                                      | Kiko, Orlando Morais | Fábio Nestares                                  | 2:37    |  |
| 12.            | "Não Dá"                                                                          | Carlão, Michel | Feghali                                         | 3:37    |  |
| 13.            | "Os Corações Não São Iguais"                                                      | Augusto César, Paulo Sérgio Valle | Fábio Nestares e Paulinho (homenagem póstuma)   | 4:06    |  |
| 14.            | "Alma Brasileira"                                                                 | Nando, Alex Lamounier | Nando                                           | 4:03    |  |
| 15.            | "Volta Pra Mim" (part. Marcos & Belutti)                                          | Feghali, Cleberson Horsth | Fábio Nestares                                  | 4:02    |  |
| 16.            | "Sonho"                                                                           | Serginho Herval, Nando | Serginho                                        | 3:36    |  |
| 17.            | "Corações Psicodélicos" (part. Anavitória)                                        | Lobão, Bernardo Vilhena, Julio Barroso | Fábio Nestares                                  | 3:27    |  |
| 18.            | "Amar É"                                                                          | Cleberson Horsth, Feghali | Serginho                                        | 4:54    |  |
| 19.            | "Chuva de Prata"                                                                  | Ed Wilson, Ronaldo Bastos | Serginho                                        | 3:02    |  |
| 20.            | "Pot-Pourri: De Volta Pro Futuro / Vício / Lumiar / Sensual / Tímida / Voo Livre" | Kiko, Tavinho Paes; Feghali, Nando; Beto Guedes, Ronaldo Bastos; Feghali, Cleberson Horsth, Cláudio Rabello; Carlos Colla, Cleberson Horsth, Serginho; Luiz Guedes, Thomas Roth | Fábio Nestares, Serginho e Feghali              | 6:51    |  |
| 21.            | "À Flor da Pele"                                                                  | Dalmo Medeiros, Maurício Gaetani | Fábio Nestares                                  | 4:10    |  |
| 22.            | "A Lenda" (part. Daniel)                                                          | Kiko, Feghali, Nando | Serginho                                        | 4:08    |  |
| 23.            | "A Força do Amor"                                                                 | Cleberson Horsth, Ronaldo Bastos | Feghali e Nando                                 | 2:44    |  |
| 24.            | "Seguindo no Trem Azul"                                                           | Cleberson Horsth, Ronaldo Bastos | Serginho                                        | 4:18    |  |
| 25.            | "Linda Demais"                                                                    | Kiko, Tavinho Paes | Fábio Nestares                                  | 3:39    |  |
| 26.            | "A Paz (Heal The World)"                                                          | Michael Jackson (Versão: Nando) | Todos                                           | 4:56    |  |
| 27.            | "Dona"                                                                            | Sá e Guarabyra | Serginho                                        | 3:53    |  |
| 28.            | "Coração Pirata"                                                                  | Nando, Aldir Blanc | Nando                                           | 4:32    |  |
| 29.            | "Show de Rock'n'Roll"                                                             | Michael Sullivan, Paulo Massadas | Fábio Nestares                                  | 4:10    |  |
| 30.            | "Whisky a Go Go"                                                                  | Michael Sullivan, Paulo Massadas | Fábio Nestares                                  | 4:12    |  |
| Duração total: | Duração total:                                                                    | Duração total: | Duração total:                                  | 2:13:00 |  |

## Formação da banda
- Nando: baixo, baixo acústico, ukulele baixo, synth bass e voz
- Kiko: guitarra, violão e voz
- Serginho Herval: bateria acústica, bateria eletrônica e voz
- Fábio Nestares: percussão, violão e voz
- Ricardo Feghali: teclados, órgão Hammond, piano Fender, baixo, guitarra, violão e voz
- Cleberson Horsth: piano acústico, teclados e vocais

### Músicos de apoio
- Zé Canuto: Sax alto, sax soprano e flauta
- Mila Schiavo, Clarice Maciel, Thaís Bezerra, Jadna Zimmermann, Thalita Santos e Geiza Carvalho: Percussão (em "Maria, Maria")